# Fairfax Assembly
Fairfax Assembly is een autoassemblagefabriek van het Amerikaanse autoconcern General Motors in de plaats Fairfax in de Amerikaanse staat Kansas.

## Geschiedenis

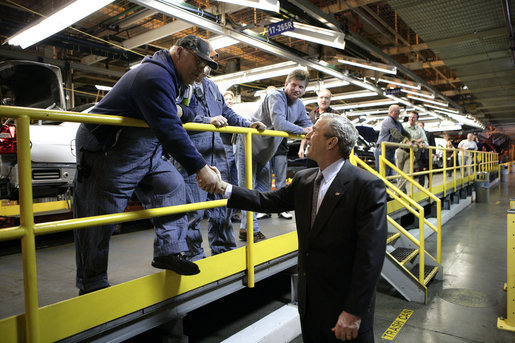
Een bezoek van president George W. Bush aan de fabriek in 2007.

Fairfax Assembly ligt vlak naast de Fairfax Airport waar tijdens de Tweede Wereldoorlog de B-25 Mitchell-bommenwerper gebouwd werd. Na de oorlog werd de fabriek opgekocht door General Motors die er in 1947 een autoassemblagefabriek van maakte. Naast auto's werden er toen ook Republic F-84 Thunderstreak-straaljagers gebouwd. In 1986 werd de productie stopgezet en verhuisd naar Fairfax II Assembly dat op het voormalige vliegveld gelegen is. Deze nieuwe fabriek werd in 1987 geopend en begon met de productie van de nieuwe Pontiac Grand Prix. Begin 2004 werd de productie ervan stopgezet en werd de fabriek volledig omgebouwd voor een nieuw model, de Chevrolet Malibu. Deze conversie kostte 500 miljoen dollar. Op 23 augustus 2005 werd Fairfax Assembly's tien miljoenste auto geproduceerd, een zwarte Malibu Maxx. In 2006 kwam een nieuwe investering van 208 miljoen USD om de fabriek klaar te maken voor het nieuwe model Chevrolet Malibu.

## Gebouwde modellen
| Afbeelding | Model              | Periode    | Productie (2006) |
| ---------- | ------------------ | ---------- | ---------------- |
|            | Pontiac Grand Prix | 1987–2004  | ?                |
|            | Chevrolet Malibu   | 2005–heden | 190.482          |
|            | Saturn Aura        | 2006–2010  | 39.712           |
|            | Buick LaCrosse II  | 2009–2016  | ?                |